# Tanamiwoestijn

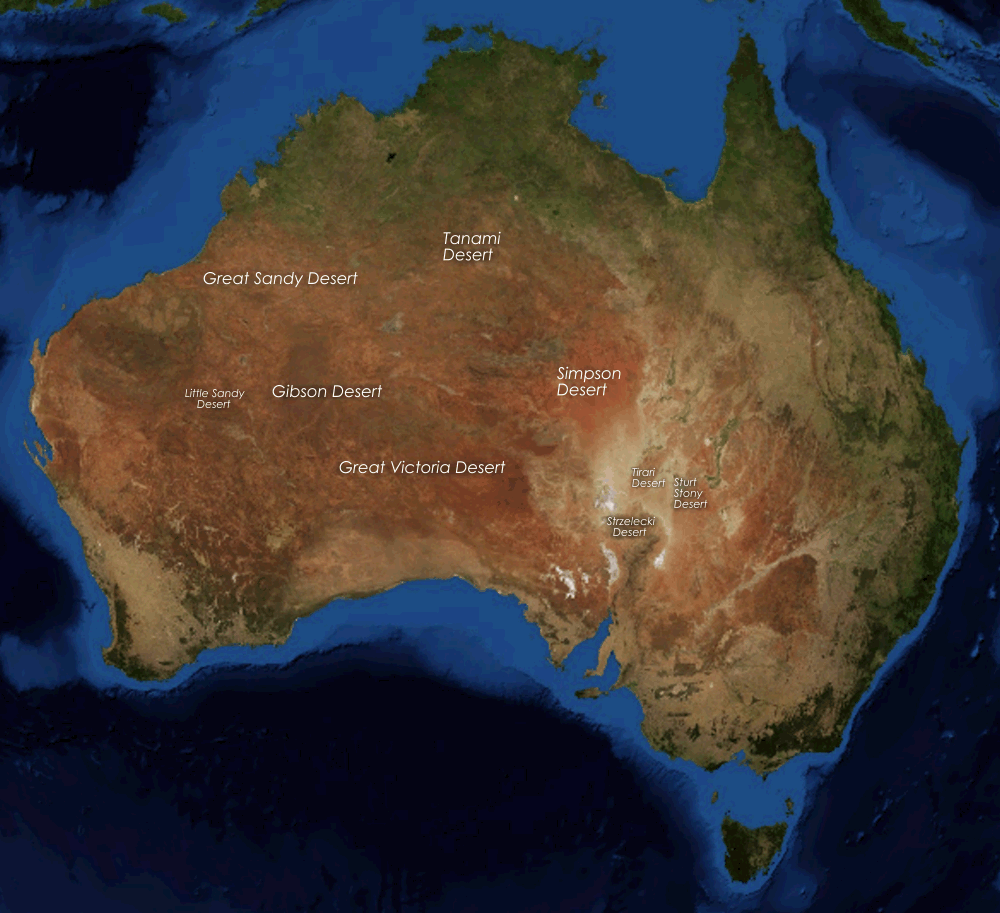
Locatie van de woestijnen in Australië

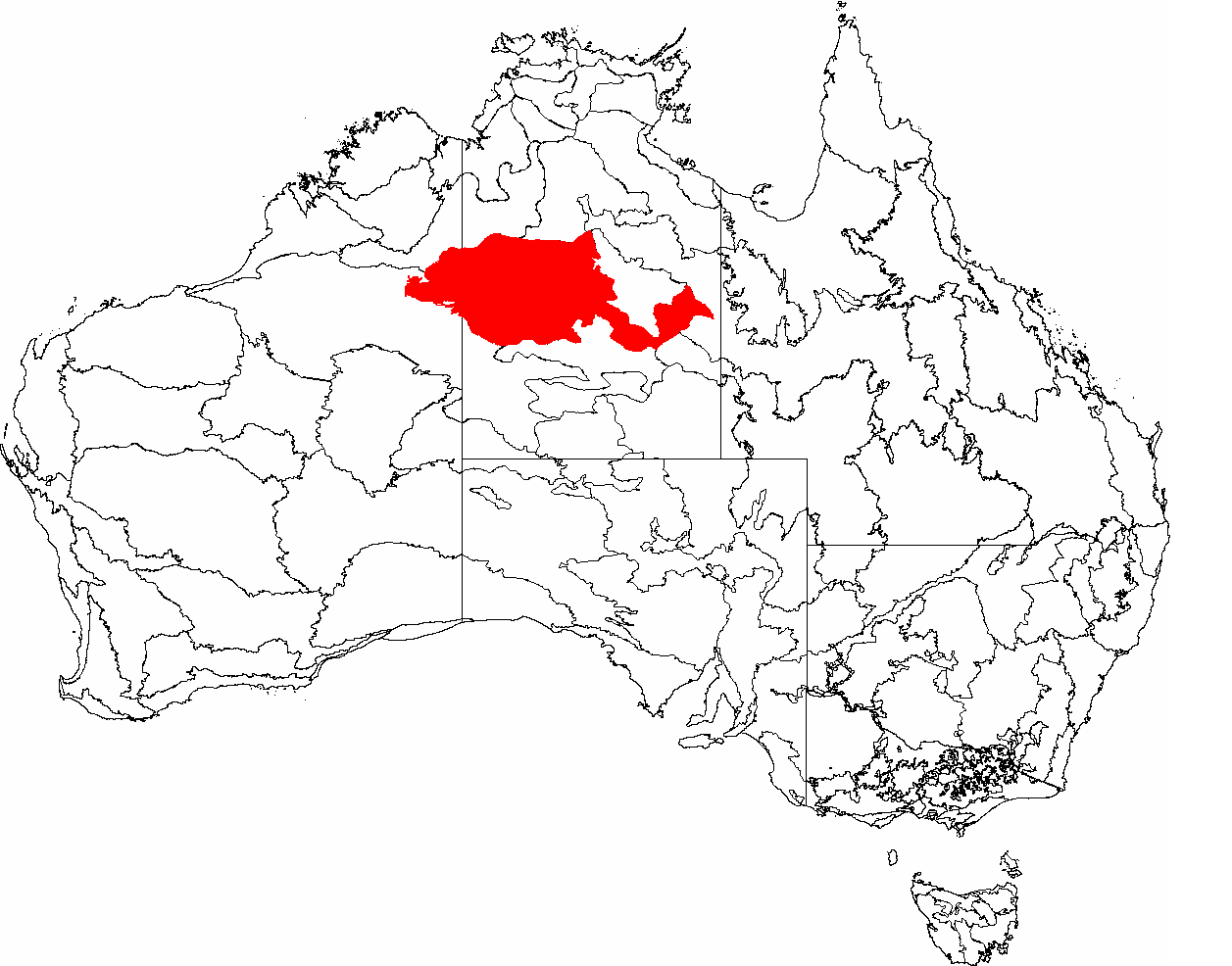
De IBRA regio’s, met Tanami in het rood

De Tanamiwoestijn is een woestijn in het noorden van Australië. De woestijn heeft een rotsachtig terrein met kleine heuvels.
De Tanamiwoestijn is een van de meest geïsoleerde en droge plaatsten op aarde. De Tanami was de uiterste grens van het Noordelijk Territorium en was tot in de 20e eeuw nog nooit helemaal onderzocht.
Onder de naam Tanami is het een van de Interim Biogeographic Regionalisation for Australia (IBRA) regio’s

## Landschap
In de Tanamiwoestijn zijn vlaktes met rood zand te vinden. De begroeiing bestaat vooral uit taaie spinifexgrassen en lage struiken, waaronder meldesoorten.
In de woestijn komen nog verwilderde dromedarissen voor, nakomelingen van de lastdieren die jarenlang in dit gebied werden gebruikt. Ook leeft er de grootste populatie van de bedreigde rode haaswallabie.

## Statistieken
- Oppervlakte: 259.973 km²
- De dichtstbijzijnde plaats met vastgestelde neerslag is Rabbit Flat, Northern Territory:
- Jaarlijks neerslag: 429.7 mm
- Maximumtemperatuur overdag: 33.5 °C
- Minimumtemperatuur overdag: 16.4 °C
- Aantal onbewolkte dagen: 169
- Dagelijkse verdamping: 7.6 mm

## Lokale groepen
In het gebied wonen de Kukatja en Walbiri/Warlpiri Aborigines.